# 裸の町 (1937年の映画)
『裸の町』（はだかのまち）は、1937年5月13日に公開された内田吐夢監督、島耕二主演の日本映画。製作は日活多摩川撮影所（後の角川大映スタジオ）。真船豊の戯曲『裸の町』を原作としたこの作品は、「内田吐夢の戦前期の代表作」とも「プロレタリア映画の傑作」などとされるほか、「戦前の文芸映画の秀作の一つ」とも評されている。

## あらすじ
レコード店を営む福富善光（島耕二）は、友人の借金を肩代わりし、高利貸しの増山金作（小杉勇）に店を奪われてしまうが、それでも絶望の淵から立ち上がろうとする。

## 評価
『キネマ旬報』は、1937年の映画を対象としたベスト・テンで日本映画の第1位に内田吐夢が監督した『限りなき前進』を挙げた上で、同じく内田が監督した『裸の町』を第5位とした。
高利貸しを演じた小杉勇の演技は、高く評価されている。